# Pompeia Magna
Pompeia Magna (80/75 av. J.-C - avant 35 av. J.-C) est le deuxième enfant et l'unique fille du général romain Pompée le Grand. Issue du troisième mariage de Pompée avec Mucia Tertia, elle est la sœur aînée de Sextus Pompée et la sœur  cadette de Pompée le Jeune. 

## Biographie
Pompeia est née entre 80 et 75 av. J.-C et a grandi à Rome. Elle est fiancée dans un premier temps à Quintus Servilius Caepio, mais après le mariage de son père Pompée à Julia fille de César, elle épouse Faustus Cornelius Sulla, fils du dictateur Sylla. En 47 av. J.-C, il est tué en Afrique au combat, contre les forces de César. Elle se remarie avec Lucius Cornélius Cinna.
Après la mort de son père Pompée en 48 av. J.-C, ses deux frères Sextus Pompée et Pompée le Jeune s'enfuient en Espagne où ils sont vaincus par César à la bataille de Munda. Pompée le Jeune est tué, mais Sextus  s'enfuit en Sicile et s'empare de l'île, ainsi que de la Sardaigne et de la Corse. Pompeia le rejoint en Sicile. Elle y offre de nombreux cadeaux à Tibère (dont les parents, en exil, ont fui Octave) : un manteau, une broche et des plaques d'or. Suétone écrit que ces cadeaux furent conservés et exposés à Baïes. 
Elle meurt avant l'année 35 av. J.-C.

## Enfants
- Premier mariage avec Faustus Cornelius Sulla : 
  - Faustus Cornélius Sulla

- Deuxième mariage avec Lucius Cornelius Cinna :
  - Gnaeus Cornélius Cinna Magnus,
  - Cornelia Pompéia Magna

## Source
Suétone - Les vies des Douze Césars - Tibère